# 徳峴駅
徳峴駅（トキョンえき）は朝鮮民主主義人民共和国平安北道義州郡に位置する朝鮮民主主義人民共和国鉄道省徳峴線の駅である。

## 隣の駅
朝鮮民主主義人民共和国鉄道省
徳峴線
精鉱駅 - 徳峴駅